# W71 (核弾頭)
W71は、アメリカ合衆国が開発した核弾頭。アメリカ陸軍のLIM-49A スパルタン弾道弾迎撃ミサイル用のものである。

## 概要
ローレンス・リバモア国立研究所で開発が行われた熱核弾頭である。1971年-1975年にかけて30発が生産された。
LIM-49A スパルタンは1975年より配備に付けられたが、1976年には退役している。弾頭自体は1992年まで保管されていた。

## 目的
弾道弾迎撃ミサイルの弾頭として、大気圏外核爆発（高高度核爆発）に伴うX線放射による敵弾道ミサイルの核弾頭の無効化を目的としている。

## 機構
- 信管は指令爆破もしくは時限式による。
- サイズは直径42インチ、長さ101インチ。
- 重量2,850ポンド。

## グロメット作戦での使用
アメリカ合衆国が1971年-1972年にかけて行った地下核実験（グロメット作戦）のうち、カニキン・プロジェクトにおいて使用された。カニキン・プロジェクトとは、1971年、アリューシャン列島のアムチトカ島において行われた地下核実験のことである。核出力は5Mtで、地下核実験としては最大規模の記録を出した。また、マグニチュード7.0MLの人工地震も記録している。